# Schwartz Oszkár
Schwartz Oszkár (Álneve: Fekete Oszkár; Bécs, 1910. szeptember 30. – Temesvár, 2003. szeptember 5.) erdélyi tanár, műfordító, helytörténész.

## Életútja, munkássága
Gyermekkorát az osztrák fővárosban, majd Brádon, illetve Lippán töltötte, ahol édesapja kereskedő volt. Középiskolai tanulmányait Lippán végezte, tanári oklevelet a bécsi közgazdasági akadémián s a tudományegyetem bölcsészeti karán szerzett. Kezdetben Máramarosszigeten, majd a temesvári Zsidó Líceumban és a zsidó kereskedelmi iskolában számtant, irodalmat és történelmet tanított. A felekezeti tanintézetek megszüntetése után a város zsidó hitközségének szociális osztályán dolgozott. A második világháború után a temesvári középfokú ipariskola, majd 1950-ben a kereskedelmi és közigazgatási ipariskola tanára, igazgatója.
Tagja volt a Nemzetközi Lenau Társaságnak. Szerepet vállalt Nikolaus Lenau válogatott versei háromnyelvű (német, magyar és román) kiadásában (München, 1995). A temesvári zsidó hitközség kiemelkedő személyisége volt. Szenvedélyesen kutatta a bánsági és az erdélyi zsidóság históriáját. Tanulmányban dolgozta fel a temesvári zsinagógák építésének történetét. Elemző cikkeket, dolgozatokat írt közgazdasági, társadalmi és politikai kérdésekről és jelenségekről is. Írásait az egyházi lapok mellett a temesvári Új Szó, az Ezredvég és a Heti Új Szó közölte.